# Gabriel Mora i Arana

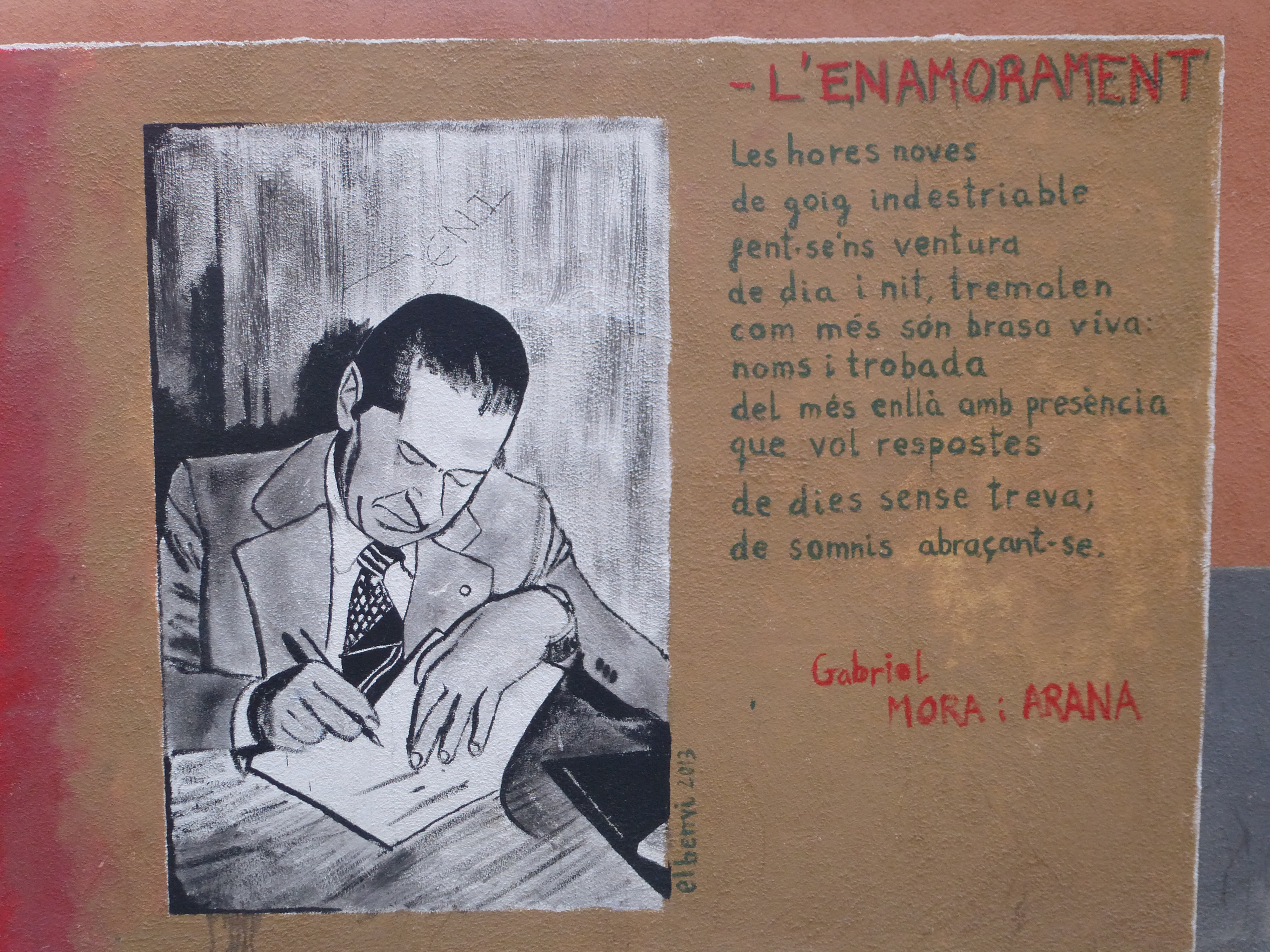
Mural d'en Gabriel Mora i Arana amb el seu poema L'enamorament

Gabriel Mora i Arana (Castellar del Vallès, 13 de setembre de 1925 - Manresa, 25 de novembre de 2014) va ser un poeta i esperantista català. Va guanyar diversos premis de poesia en els Jocs Florals de Barcelona i va obtenir el títol de Mestre en Gai Saber.

## Vida

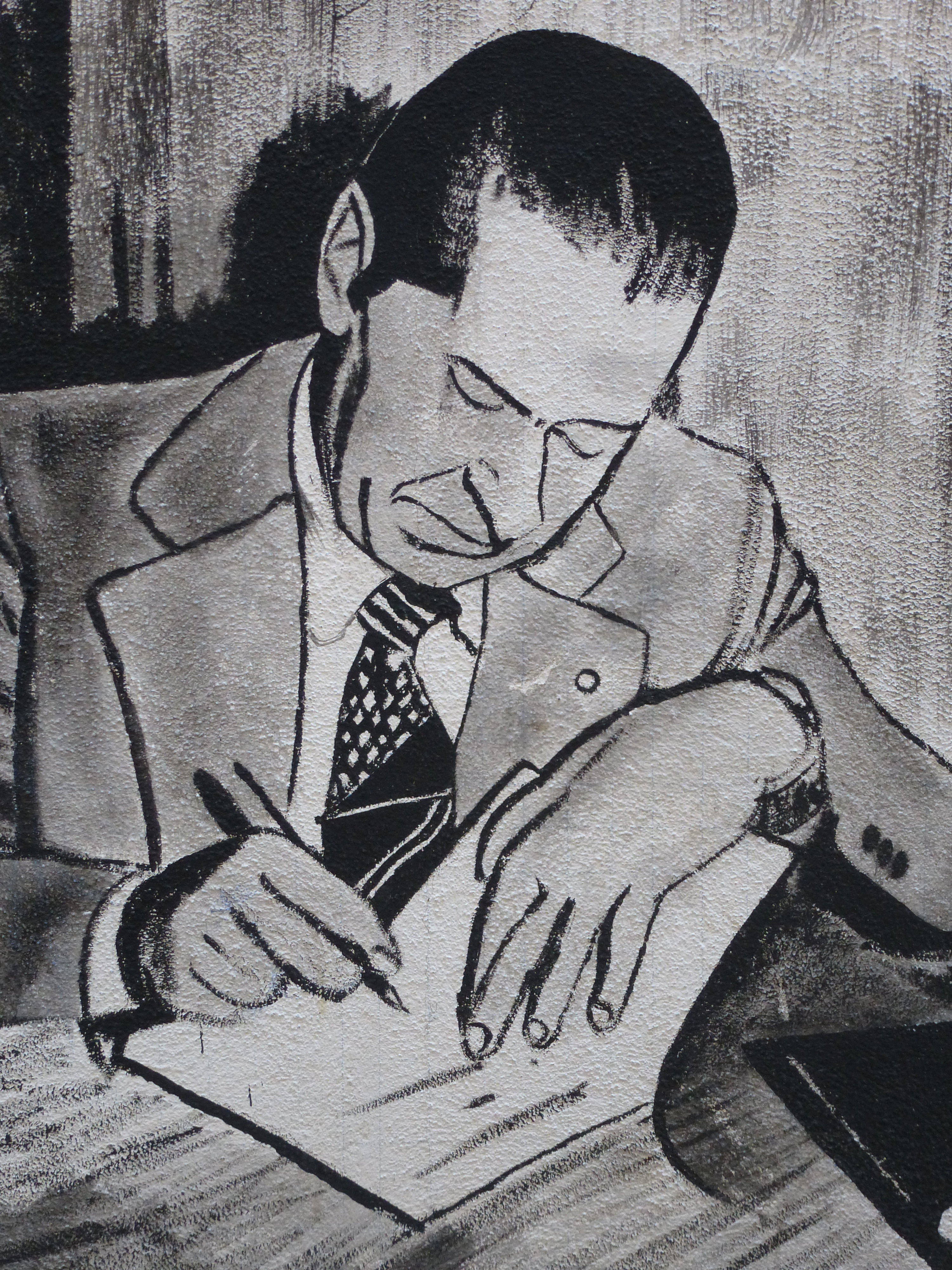
Mural amb la imatge, en primer terme, de Gabriel Mora i Arana

Gabriel Mora i Arana va fer els seus primers estudis a l'escola rural de la Colònia Vidal a Puig-reig, guiada pel mestre Esteve Camprubí. Posteriorment va realitzar un curs a Gironella (1935-1936) amb els Germans de la Salle. Arribada la Guerra Civil, va fer un curs de primària per correspondència sota el guiatge de l'esperantista Delfí Dalmau. Als tretze anys, un cop acabada la Guerra Civil, es traslladen a Manresa on els seus estudis queden interromputs.
Entra a treballar, per primera vegada, en una fàbrica de blanqueig, durant dos anys. Seguidament, treballa de mecànic en un petit taller, especialitzat en peces roscades i diversos accessoris per a la indústria tèxtil fins a la seva jubilació.
Assidu lector, s'iniciarà en la poesia, sentint especial atracció per la poesia de la Renaixença i del Noucentisme. En Joan Arús, també de Castellar del Vallès, i Mestre en Gai Saber dels Jocs Florals de Barcelona, es convertirà en un dels seus autors preferits. Més tard, descobreix en Josep Maria López-Picó i posteriorment, en Josep Carner i Carles Riba.
Tant a la Colònia Vidal com als primers anys de ser a Manresa, s'inicia en l'escriptura de la poesia de forma totalment autodidacta, sense coneixements de mètrica ni de rima. Fa el servei militar a Berga: 1947-49. Continua intentant escriure com els autors consagrats que llegia. Un any més tard, el 1950, guanya el primer guardó de poesia a Queralt. Acabat el servei militar, s'inicia en la llengua esperantista mantenint correspondència amb en Delfí Dalmau, pedagog i lingüista. Conrea la poesia, també en Esperanto, i entra a la Esperanta Antologio.
Entra a Lingua Club on els seus coneixements s'amplien, obtenint més tard el títol de professor d'esperanto, el que li permetrà durant molts anys difondre, amb conferències, trobades i classes, aquesta llengua universal.
Tradueix poesia catalana a la llengua internacional (Cementiri de Sinera, de Salvador Espriu; Paraules per la Pau de Miquel Martí i Pol, entre altres autors i poemes).
L'any 1958 es casa amb Isabel Luís Bellorbí. Un any més tard neix la seva única filla, la Gerta.
Comença una etapa de poesia amorosa, ja amb domini de la mètrica i de la rima. Fa una primera recopilació, El Silenci blau, obra inèdita.
S'inicien les primeres participacions i premis: Sant Pere de les Puelles, i venen premis d'Olot, Cervera, Banyoles, i dels Jocs Florals de Muntanya. Viola a la Plaça de la Llana, Barcelona.
Viola als Jocs Florals de l'exili a Caracas, el 1966. Premi Ciutat de Barcelona, el 1971. Flor Natural a Barcelona, tres Flors Naturals a Manresa; Flor Natural a Badalona i a Valls. Viola a Barcelona i ja el títol de Mestre en Gai Saber. I el Premi Ciutat de Perpinyà i la Ginesta d'Or, entre d'altres.
Ha guanyat l'Englantina d'Or en catorze ocasions (Torelló, Hospitalet, Valls, Martorell...); la Flor Natural en setze (Badalona, Calella, Manresa, Perpinyà...); la Viola d'Or i Argent en 21 ocasions (Manlleu, València, en els Jocs Florals a l'exili celebrats l'any 1966 a Caracas...).

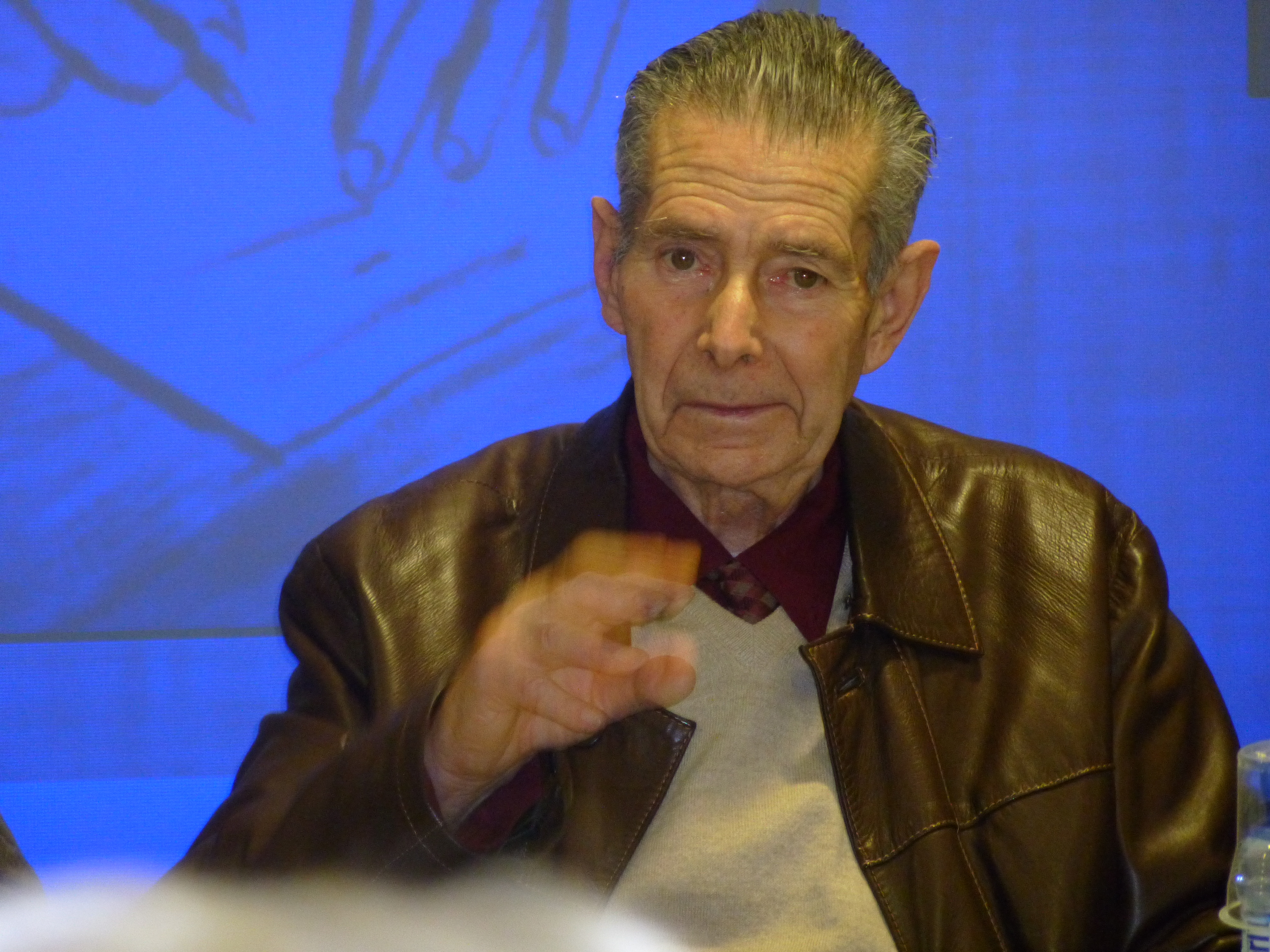
Mora i Arana en l'acte d'homenatge a la sala d'actes de la Biblioteca del Casino de Manresa el 2014.

Col·laborador habitual en la premsa local i en revistes d'àmbit internacional esperantista. Membre d'entitats locals ha participat activament en el món cultural de la ciutat de Manresa.
L'Ajuntament de Manresa i Òmnium Cultural li van retre un homenatge a la Sala d'Actes de la Biblioteca del Casino de Manresa, el dia 21 de març de 2014, Dia Mundial de la poesia. Va ser obsequiat amb una petita escultura per part de l'Ajuntament de Manresa i de l'Auca realitzada per en Joan Vilamala, membre d'Òmnium Cultural, en homenatge a la seva persona.
Mor dimarts 25 de novembre de 2014 a la ciutat de Manresa, a l'edat de 89 anys.

## Jocs Florals
Mestre en Gai Saber als Jocs Florals de Barcelona, 1990. Guanya la Viola d'or i d'argent l'any 1966 als Jocs Florals de l'exili a Caracas. La Flor Natural l'any 1977 i finalment, la Viola d'or i d'argent l'any 1990.
Ha guanyat l'Englantina d'or en catorze ocasions; la Flor Natural en setze i la Viola d'or i d'argent en vint-i-una.
El títol de Mestre en Gai Saber es concedeix al guanyador de tres premis ordinaris dels Jocs Florals (Englantina d'or, Flor Natural, i la Viola d'or i d'argent).

## Esperanto
En Gabriel Mora i Arana ha estat un reconegut coneixedor de l'Esperanto. Prova d'això, són els nombrosos articles que va publicar i la gran quantitat de conferències, xerrades i classes que va realitzar al voltant d'aquest tema amb la finalitat d'ensenyar i donar a conèixer aquesta llengua universal.
Professor d'Esperanto, va dur a terme la traducció de Cementiri de Sinera de Salvador Espriu i del poema de Miquel Martí i Pol, Paraules per la Pau, dos dels seus treballs més reconeguts.
A més, les seves poesies estan incloses en la Esperanta Antologio. Poemoj 1887-1981.
Membre de Lingua Club Manresa, ha publicat nombrosos articles i poemes en el seu butlletí divulgant la llengua de l'esperanto arreu.

## Premis literaris
Va rebre, entre altres premis literaris:
- Trofeo de las Justas Literarias de la Ciudad de las Rosas, Sant Feliu de LLobregat, 1967
- Ciutat de Barcelona de poesia, 1971: Amb la mà esquerra
- Vila de Perpinyà, 1972: Roses a Psique
- Vila de Vallirana - Josep M. López Picó de poesia, 1975: Cercant aurores
- Flor Natural, Jocs Florals de Barcelona, 1977: Plenitud intacta
- Flor Natural, Jocs Florals de la Misteriosa Llum de Manresa, 1985
- Ciutat de Reus de poesia, 1985: Renou de mites
- Ciutat d'Olot - Guerau de Liost de poesia i prosa poètica, 1989: Innovació dels orígens
- Flor Natural, Jocs Florals de Calella, 1989
- Flor Natural, Jocs Florals de la Misteriosa Llum de Manresa, 1990
- Viola d'or i d'argent, Jocs Florals de Barcelona, 1990: Procés obert
- Ciutat d'Olot - Josep Munteis, 1989: Innovació dels orígens
- Flor Natural, Jocs Florals de la Gent Gran de Vilanova i la Geltrú, 1999
- Flor Natural, Jocs Florals de la Misteriosa Llum de Manresa, 1990
- Englantina d'or, Jocs Florals de la Misteriosa Llum de Manresa, l'any 1995
- Primer Premi, VIII Certamen de Poesia Nacional del Grup de Poetas Fina Palma, Barcelona, 2004
- 4t Premi Literari Solstici, Taradell, 2006

## Obra
- Mora i Arana, Gabriel; Forner, Climent; Blancher, Francesc. Tu, esposa de metge.  Manresa / Barcelona: Delegació Comarcal de Manresa del Col·legi Oficial de Metges de la Província de / Filial de Manresa de l'Acadèmia de Ciències Mèdiques de Catalunya i Balears, D.L. 1968.
- Mora i Arana, Gabriel. El rostre nou de Narcís, 1975.
- Mora i Arana, Gabriel. Calidoscopi de sol i de celístia.  Manresa: Obra Cultural de la Caixa de Manresa, 1980.[19][20]
- Mora i Arana, Gabriel. Foc d'arrels.  [Manresa]: [l'autor], 1983. ISBN 8480088589.[21]
- Mora i Arana, Gabriel. A tot o a res, l'amor, 1985.
- Mora i Arana, Gabriel. Renou de mites.  Barcelona: Edicions del Mall, 1986. ISBN 8474563887.
- Martí i Pol, Miquel. Paraules per la Pau = Vortoj por la Paco: aportació al 1r Centenari de la Llengua Internacional Esperanto (1887-1987) (en català i esperanto). Traducció: Gabriel Mora i Arana.  Barcelona: Club d'Amics de la UNESCO de Catalunya, 1987.
- Espriu, Salvador. Cementiri de Sinera = Tombejo de Sinera (en català i esperanto). Traducció: Gabriel Mora i Arana.  Sabadell: Associació Catalana d'Esperanto, 1989 (La suplemento de Kataluna Esperantisto, 2).
- Mora i Arana, Gabriel. Innovació dels orígens.  Columna, 1990 (Poesia (Columna Edicions)). ISBN 8478091475.
- Mora i Arana, Gabriel. «Gènesi». A: Tharrats, Joan Josep. Obra gràfica 1957-1990.  Barcelona: Parsifal, 1990. ISBN 8487265197.
- Mora i Arana, Gabriel. «Pròleg». A: Josep Feu i Sala. Tocant el cim : poemes, 1996. ISBN 8492140615.
- Mora i Arana, Gabriel. «Pròleg». A: Josep Feu i Sala. Pau i felicitat : (poemes), 2002. ISBN 8492140615.
- Mora i Arana, Gabriel. «Pròleg». A: Perfecte Soler i Bernadich. Els Avis i la seva portentosa vena narrativa : contes i llegendes contades per l'avi.  Maçaners: Abadia, 2005 (Moixaina). ISBN 8496292428.
- Espriu, Salvador. Cementiri de Sinera = Tombejo de Sinera : nova esperanta traduko de Gabriel Mora i Arana (en català i esperanto). Traducció: Gabriel Mora i Arana.  Sabadell: Associació Catalana d'Esperanto, 1982 (Col·lecció Jaume Grau Casas, 1). ISBN 978-84-936728-8-1.